# Robert Jones Derfel
Robert Jones Derfel (24 de juliol de 1824 – 17 de desembre de 1905) va ser un poeta i escriptor polític gal·lès.

## Biografia
Va néixer en una granja de Merionethshire i va treballar des de molt aviat com a venedor ambulant per a una firma de Manchester. També va exercir com predicador baptista. Va fundar un club literari a Manchester al costat de John Ceiriog Hughes i d'altres dos gal·lesos. Més tard va decidir adoptar el cognom Derfel. En aquells temps ja havia escrit per a alguns periòdics i havia estat guardonat amb dos premis de poesia durant un Eisteddfodau local. Robert Owen va exercir una influència important en la seva postura política. Jones Derfel és també recordat per escriure els primers articles sobre el socialisme en gal·lès, en els quals advocava per una universitat a Gal·les. El 1865 va comprar una llibreria a Manchester, amb premsa escrita, i més endavant produiria les conegudes "Derfel's School Series" sobre temes vinculats a Gal·les. En els seus últims anys de vida va escriure sobretot en anglès, en especial sobre socialisme.

## Obra
- Brad y Llyfrau Gleision (La traïció dels llibres blaus) (1854)
- Traethodau ac Areithiau (Assajos i discursos) (1864)